# Sigrid Reinitzer
Sigrid Fridrun Reinitzer (* 11. Februar 1941 in Graz) ist eine österreichische Bibliothekarin. Sie war lange Jahre Direktorin der Universitätsbibliothek Graz.

## Leben
Reinitzer stammt aus einer Akademikerfamilie. Ihr Großvater Friedrich Reinitzer war der Entdecker der Flüssigkristalle. Ihr Bruder ist der Germanist Heimo Reinitzer. Sigrid erhielt ihre Schulbildung in Graz und schloss 1959 das Gymnasium ab. Es folgte ein Studium an der Universität Graz. Sie studierte Rechtswissenschaft, Germanistik, Geographie sowie Volkskunde und wurde 1968 zum Dr. phil. promoviert. Von 1968 bis 1970 arbeitete sie zunächst als Sekretärin beim Verband der Akademikerinnen Steiermark, bevor sie von 1970 bis 1972 eine chemotechnische Diplomausbildung absolvierte. Ab 1971 war sie zudem an der Universitätsbibliothek Graz angestellt und absolvierte die bibliothekarische Ausbildung.
Reinitzer wurde 1978 Leiterin der EDV- und Informationsabteilung der Universitätsbibliothek Graz. 1984 erfolgte die Beförderung zur Stellvertreterin des Bibliotheksdirektors Franz Kroller. Die Vereinigung Österreichischer Bibliothekarinnen und Bibliothekare wählte sie 1988 zu ihrer Präsidentin. Am 1. September 1989 wurde sie zur Leiterin der Bibliothek und entsprechend zur Hofrätin ernannt. Sie war mit ihrer Arbeit maßgeblich an der Einführung elektronischer Datenverarbeitung und der Digitalisierung im österreichischen Bibliothekswesen beteiligt.

## Auszeichnungen
- 1980: Dr.-Josef-Bick-Ehrenmedaille in Bronze[2]
- 1985: Pro Meritis Medaille der Karl-Franzens-Universität Graz in Bronze[4]
- 1986: Goldenes Ehrenzeichen für Verdienste um die Republik Österreich[2]
- 2000: Dr.-Josef-Bick-Ehrenmedaille in Gold[2]
- 2001, 18. Januar: Bürgerschaft der Stadt Graz[3][5]
- 2003, 10. April: Ehrenmitgliedschaft des Vereins Deutscher Bibliothekarinnen und Bibliothekare[6]
- 2006: Pro Meritis Medaille der Karl-Franzens-Universität Graz in Gold[4]
- 2017, 7. November: Ehrenring in Gold der Theologischen Fakultät der Universität Graz[7]

## Werke (Auswahl)
Reinitzer hat eine Vielzahl an Beiträgen zu Fachpublikationen veröffentlicht. Außerdem wirkte sie als Mitherausgeberin der Fachzeitschriften ABI Technik, B.I.T.online sowie VÖB-Mitteilungen.
- Untersuchung der Struktur und Planung des wissenschaftlichen Dokumentations- und Informationswesens in der Bundesrepublik Deutschland, Graz 1977.
- Ist-Zustand des Ausleihe-Vorganges an der Universitätsbibliothek Graz , Graz 1978.
- (Hrsg.): Bibliotheken bauen und führen: eine internationale Festgabe für Franz Kroller zum 60. Geburtstag, Saur, München 1983.
- mit Marcus Gossler: Nachschlagetechniken in der Wissenschaft, Saur, München 1988.